# Университет имени Лесгафта

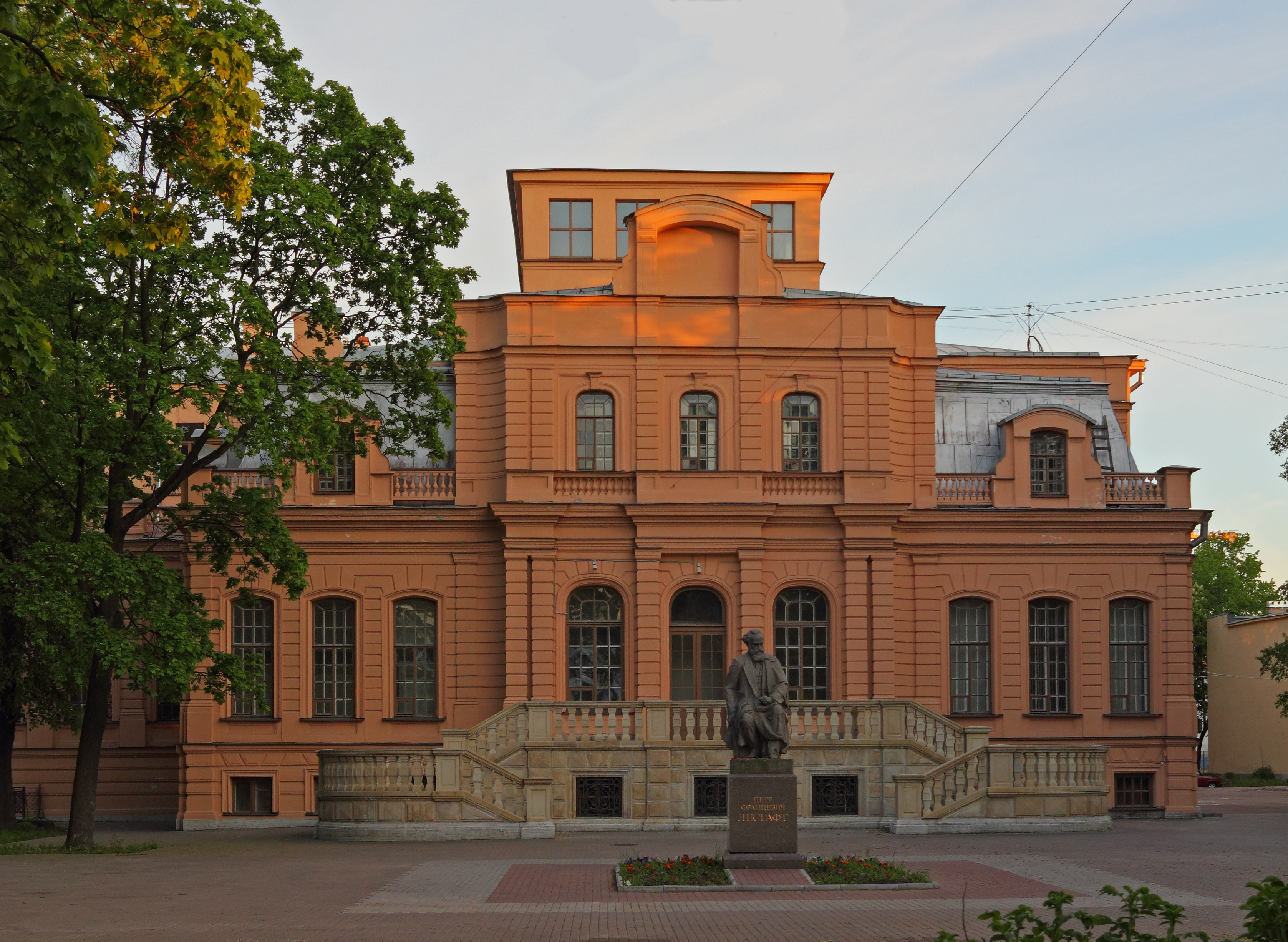
Главное здание университета (бывший особняк великой княгини Ксении Александровны)

Национа́льный госуда́рственный университе́т физи́ческой культу́ры, спо́рта и здоро́вья и́мени П. Ф. Ле́сгафта, Санкт-Петербург основан в 1896 году в Петербурге как Временные курсы для подготовки руководительниц физического воспитания и игр, организованные Петром Францевичем Лесгафтом. Главное здание университета — бывший особняк великой княгини Ксении Александровны.

## Основные вехи деятельности Университета

### Изменения названия
- 1896—1897 — Курсы Лесгафта — Временные курсы для приготовления руководительниц физического воспитания и игр.
- 1897—1905 — Курсы Лесгафта — Высшие курсы воспитательниц и руководительниц физического образования.
- 1906—1907 — Курсы Лесгафта — Высшая вольная школа.
- 1910—1919 — Курсы Лесгафта — Высшие курсы П. Ф. Лесгафта.
- 1919—1924 — ГИФО — Государственный институт физического образования.
- 1924—1929 — ГИФО им. П. Ф. Лесгафта — Государственный институт физического образования имени П. Ф. Лесгафта.
- 1929—1935 — ГИФК им. П. Ф. Лесгафта — Государственный институт физической культуры имени П. Ф. Лесгафта.
- 1935—1942 — ГОЛИФК им. П. Ф. Лесгафта — Государственный ордена Ленина институт физической культуры имени П. Ф. Лесгафта.
- 1942—1994 — ГДОИФК им. П. Ф. Лесгафта — Государственный ордена Ленина и ордена Красного Знамени институт физической культуры имени П. Ф. Лесгафта.
- 1994—2005 — СПбГАФК им. П. Ф. Лесгафта — Санкт-Петербургская государственная академия физической культуры имени П. Ф. Лесгафта.
- 2005—2008 — СПбГУФК им. П. Ф. Лесгафта — Санкт-Петербургский государственный университет физической культуры имени П. Ф. Лесгафта
- 2008— наст. время — Федеральное государственное бюджетное образовательное учреждение высшего образования «Национальный государственный Университет физической культуры, спорта и здоровья имени П. Ф. Лесгафта, Санкт-Петербург» (сокр. НГУ им. П. Ф. Лесгафта, Санкт-Петербург).

### Ректоры Университета
1. 1896—1909 — Лесгафт, Пётр Францевич
2. 1910—1912 — Ковалевский, Максим Максимович
3. 1912—1915 — Фёдоров, Евграф Степанович
4. 1915—1918 — Острогорский, Сергей Алексеевич
5. 1919—1924 — Сулима-Самойло, Андрей Фомич
6. 1924—1926 — Фёдоров, Лев Николаевич
7. 1926—1937 — Зеликсон, Елизарий Юльевич
8. 1937—1938 — Петухов, Иван Николаевич
9. 1938—1941 — Никифоров, Иван Исаевич
10. 1941—1948 — Коряковский, Иван Михайлович
11. 1948—1954 — Никифоров, Иван Исаевич
12. 1954—1972 — Пугачёв-Ионов, Дмитрий Павлович
13. 1973—2001 — Агеевец, Владимир Ульянович
14. 2001—2016 — Таймазов, Владимир Александрович
15. 2016—2021 — Бакулев, Сергей Евгеньевич
16. с 2021 — Петров, Сергей Иванович
17. с 2024 — и.о. ректора Гришков Вадим Фёдорович[1]

### Награды Университета
- Орден Ленина — награждён 2 июля 1935 года за «высокие показатели, достигнутые Ленинградским институтом физической культуры им. П. Ф. Лесгафта за последние годы и его образцовую работу».
- Знамя ленинградского Совета депутатов трудящихся — награждён 27 июля 1935 года за «отличные достижения в деле подготовки физкультурных кадров, за образцовую организацию учебного процесса и исключительные успехи по сдаче норм ГТО II ступени».
- Орден Красного Знамени — награждён 16 апреля 1942 года «За образцовое выполнение боевых заданий командования на фронте борьбы с немецкими захватчиками и за высокое качество подготовки некоторых резервов Красной Армии».
- Почётная грамота президиума Верховного Совета Киргизской ССР — награждён 18 июля 1944 года за «высокое качество учебной и научной работы, а также за большую помощь Киргизской ССР по военно-физической подготовке боевых резервов Красной Армии и работе по лечебной физической культуре в госпиталях».
- Ленинская юбилейная почётная грамота — награждён 7 апреля 1970 года за «достижение высоких показателей в социалистическом соревновании в честь 100-летия со дня рождения Владимира Ильича Ленина».
- Благодарность Президента Российской Федерации — награждён 12 января 2011 года за «большой вклад в развитие высшего профессионального образования в области физической культуры и спорта»[2].

Университет — единственный среди физкультурных вузов России — является членом Ассоциации физкультурных вузов Европы.
Единственный среди гражданских вузов Российской Федерации, который награждён боевым орденом.

### Студенческий спорт
Вуз является участником чемпионатов в рамках розыгрыша Кубка Вузов.

## История Университета

### Предыстория создания
19 января (31 января по новому летоисчислению) 1896 года считается днём основания Национального государственного университета имени Петра Францевича Лесгафта. В этот день открылись «Временные курсы для приготовления руководительниц физических упражнений и игр».

### Дореволюционный период
«Лесгафта курсы» или «Курсы при Санкт-Петербургской биологической лаборатории» были основаны профессором П. Ф. Лесгафтом на пожертвованные ему деньги 24 августа 1893 года. На курсах любой желающий мог бесплатно заниматься всеми существующими естественными науками. При лаборатории курсов был создан достаточно большой зоологический и сравнительно-анатомический музей. Кроме того на курсах имелись большие гербарии флоры севера России, флоры Кавказа и Сибири; были собраны яйца птиц севера России; имелись также коллекции минералогические, геологические и палеонтологические. В наличии была химическая лаборатория и ряд кабинетов: физиологический, гистологический, эмбриологический и анатомический. В помещении лаборатории с 1896 года размещались курсы воспитательниц и руководительниц физического образования, позднее они стали располагаться в приспособленном новом доме лаборатории, они составляют часть вольной высшей школы социальных, биологических и педагогических наук и популярных курсов. Первые три отделения высшей школы имеют вполне академический характер и рассчитаны на подготовленных слушателей. Каждое отделение с 4-годичным курсом. Советом лаборатории издаётся научный журнал «Известия Санкт-Петербургской биологической лаборатории» под редакцией П. Ф. Лесгафта с 1896 года, с 1911 года под редакцией С. И. Метальникова. При «Известиях» издавались переводы или оригинальные книги в виде прибавления.

### Советское время
В 1941—1944 гг. вуз находился в эвакуации в Киргизской ССР. За это время состоялось 4 выпуска, подготовлены 300 специалистов в области физкультуры. Вуз был награждён орденом Красного Знамени, Почётной грамотой Президиума Верховного Совета Киргизской ССР. Трём профессорам института было присвоено звание заслуженный деятель науки Киргизской ССР.
С 1960 по 1974 год при вузе действовал Военный дважды Краснознамённый факультет физической культуры и спорта.

## Структура Университета

### Институты
- Институт адаптивной физической культуры
- Институт менеджмента и социальных технологий
- Институт научных исследований, цифровых, инновационных и аналитических технологий
- Институт дополнительного образования
- Институт спорта

### Факультеты
- Факультет физкультурного образования
- Факультет учебно-профессиональных практик
- Факультет управления и общественных отношений
- Факультет подготовки научно-педагогических работников
- Факультет образовательных технологий адаптивной физической культуры
- Факультет индивидуальных образовательных и спортивных технологий
- Факультет здоровья и реабилитологии

### Кафедры
- Кафедра анатомии
- Кафедра биомеханики
- Кафедра биохимии
- Кафедра иностранных языков
- Кафедра менеджмента и экономики спорта
- Кафедра педагогики
- Кафедра права и гражданской безопасности
- Кафедра профилактической медицины и основ здоровья
- Кафедра психологии им. А. Ц. Пуни
- Кафедра социально-гуманитарных дисциплин им. В. У. Агеевца
- Кафедра социальных технологий и массовых коммуникаций в спорте
- Кафедра спортивной медицины и комплексной реабилитации
- Кафедра теории и методики адаптивного спорта
- Кафедра теории и методики адаптивной физической культуры
- Кафедра теории и методики атлетизма
- Кафедра теории и методики бокса им. ЗТ СССР А. Н. Кудрина
- Кафедра теории и методики борьбы (ТиМ борьбы)
- Кафедра теории и методики велосипедного спорта
- Кафедра теории и методики водно-моторного и парусного видов спорта
- Кафедра теории и методики гимнастики
- Кафедра теории и методики гребного спорта им. Е. С. Салтыкова
- Кафедра теории и методики керлинга
- Кафедра теории и методики конькобежного спорта и фигурного катания
- Кафедра теории и методики легкой атлетики
- Кафедра теории и методики лыжных видов спорта
- Кафедра теории и методики массовой физкультурно-оздоровительной работы
- Кафедра теории и методики неолимпийских видов спорта
- Кафедра теории и методики плавания (Т и М плавания)
- Кафедра теории и методики спортивных игр
- Кафедра теории и методики тхэквондо и спортивно-боевых единоборств
- Кафедра теории и методики фехтования им. К. Т. Булочко
- Кафедра теории и методики физической культуры
- Кафедра теории и методики футбола
- Кафедра теории и методики хоккея
- Кафедра физиологии
- Кафедра физической реабилитации

### Подразделения
- Журнал «Учёные записки Университета имени П. Ф. Лесгафта».
- Газета «Лесгафтовец» («За физкультурные кадры»)[8][9].
- Центр тестирования Всероссийского физкультурно-спортивного комплекса "Готов к труду и обороне (ГТО)"
- Центр тестирования, отбора и сопровождения спортивно одарённых детей
- Научно-практический центр адаптивной физической культуры
- Научно-методический центр по реализации Всероссийского физкультурно-спортивного комплекса "Готов к труду и обороне (ГТО) для инвалидов
- Студенческое самоуправление
- Профсоюзный комитет сотрудников Университета
- Студенческое научное объединение
- Методический центр по вопросам комплексной реабилитации и абилитации инвалидов и детей инвалидов в сере физической культуры и спорта
- Центр спортивной подготовки студенческих сборных команд (ЦСП ССК)

### Студенческие общественные объединения
- Профсоюзный комитет студентов и аспирантов;
- Студенческое научное объединение (СНО);
- Студенческий совет;
- Волонтерское движение;
- Студенческий спортивный клуб